# Carl von Hagen
Carl Albert Kolumbus Werner von Hagen (* 24. März 1780 in Haus Nienburg, Fürstentum Halberstadt; † 8. Dezember 1837 in Treffurt) war ein preußischer Major und Kommunalpolitiker sowie von 1816 bis zu seinem Tode erster Landrat des Landkreises Mühlhausen.

## Leben

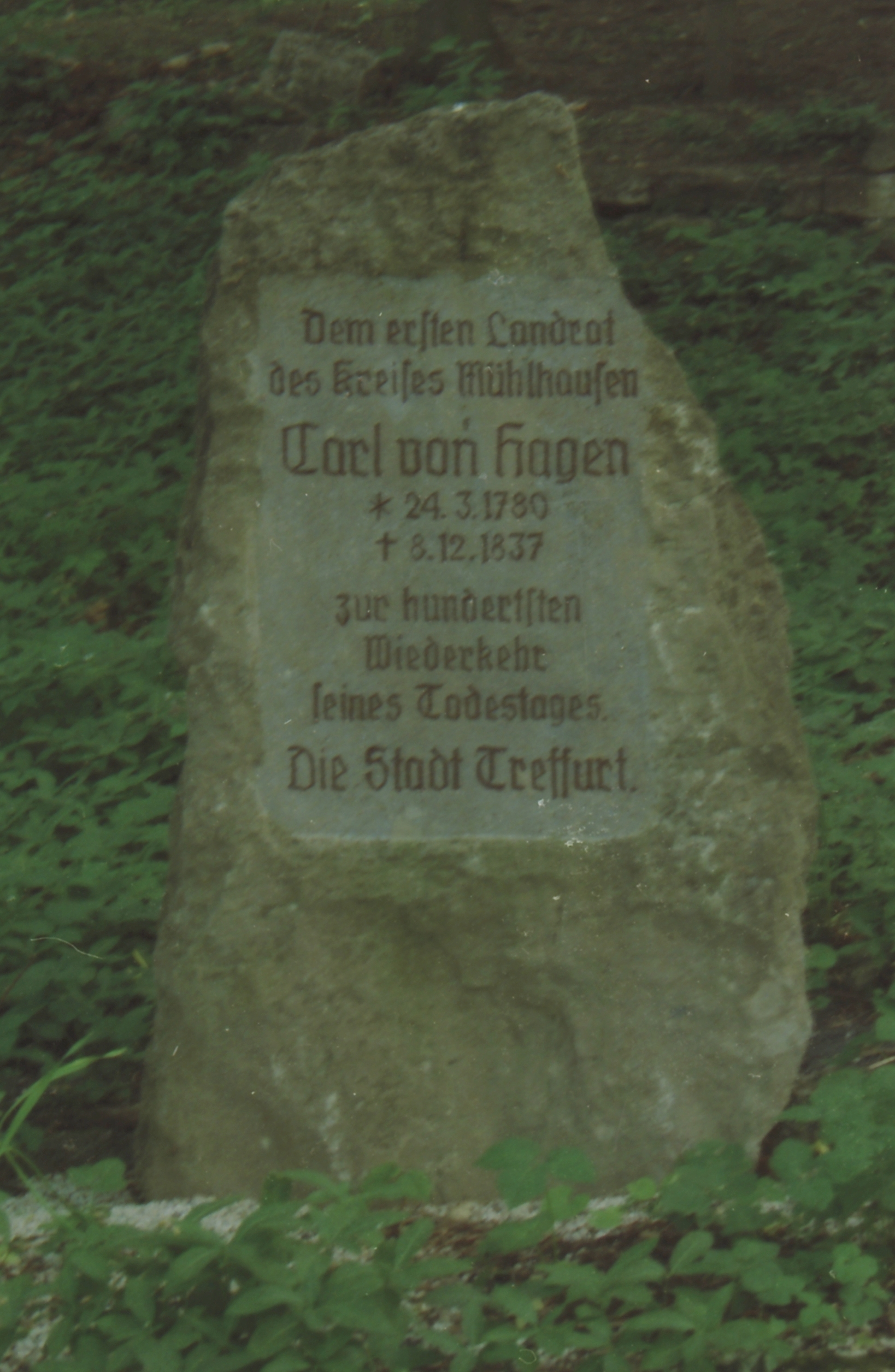
Das Denkmal im Treffurter Stadtpark

Carl war der Sohn des preußischen Landrats des Fürstentums Halberstadt Carl Ernst von Hagen (1750–1810) und dessen zweiten Ehefrau Luise, geborene Gräfin von Schlitz genannt von Görtz und von Wrisberg. Bis zu seinem vierzehnten Lebensjahr wurde er im Pädagogikum in Halle (Saale) ausgebildet. 1793 trat er als Standartenjunker in das Kürassier-Regiment des Herzogs von Sachsen-Weimar ein. 1794 wurde er zum Kornett und 1795 zum Leutnant befördert. 1804 trat Hagen in die Dienste des Kurfürsten und späteren preußischen Königs Friedrich, der ihn zum Kammerherrn ernannte und als Leutnant einstellte. 1807 nahm er von Memel, damals kurzzeitig Regierungssitz des preußischen Königs, aus an Feldzügen des Preußisch-Französischen Krieges teil. Nachdem das Fürstentum Halberstadt 1809 dem Königreich Westphalen zugeordnet wurde, schied er als Rittmeister aus der Preußischen Armee aus.
Hagen heiratete die älteste Tochter Luise des Freiherrn von Soden, die er in Nürnberg kennengelernt hatte. Nach seinem Ausscheiden aus der Armee kaufte er sich in Gerblingerode bei Duderstadt im Eichsfeld ein kleines Gut. Einem Aufruf Friedrich Wilhelm III. folgend entschloss sich von Hagen 1813, mit Bewohnern des Eichsfeldes den weitestgehend von ihm finanzierten „Eichsfelder Reiterverein“ zu bilden, um mit diesem zur Befreiung von der napoleonischen Besatzung beizutragen. Der preußische König erhob den Verein zum Freiwilligen Jäger-Detachement und setzte es im Feldzug gegen die Franzosen ein. Nach dem Feldzug nahm von Hagen 1815 als Major seinen Abschied aus der Armee.
Im Zuge der Neuordnung der Verwaltung Preußens nach dem Wiener Kongress von 1815 entstand der Landkreis Mühlhausen i. Th. aus der früheren Reichsstadt Mühlhausen, dem Gutsbezirk Sollstedt, der Vogtei Dorla, der Ganerbschaft Treffurt und einem Teil des ehemals kurmainzischen Eichsfeldes (Obereichsfeld). Zum Landkreis gehörten die Städte Mühlhausen und Treffurt sowie 42 Landgemeinden und mehrere Rittergüter. Hagen bewarb sich 1816 als Landrat in Mühlhausen und soll am 22. Oktober 1816 seinen Diensteid abgelegt haben.
Carl von Hagens Amts- und Wohnsitz als Landrat befand sich zunächst in Mühlhausen, von 1817 bis 1821 im Syndikatshaus in der Neuen Straße. 1821 verlegte er den Landratssitz nach Treffurt, wo er hierfür den Mainzer Hof erwarb und einen Park anlegen ließ. Zwei Amtstage wöchentlich hielt er zu dieser Zeit in Mühlhausen ab.
Als Landrat ordnete er das kommunale Abrechnungswesen des Kreises, nahm Einfluss auf das Feuerlöschwesen, die Anstellung gelernter Hebammen und die Sicherheitspolizei. Pfarrhäuser und Kirchen wurden im Landkreis unter seiner Regie errichtet, dazu in 26 Gemeinden neue Schulgebäude errichtet und zwölf weitere erweitert. Von Hagen fühlte sich dem Landkreis tief verwurzelt, so dass er das Angebot ausschlug, Oberbürgermeister von Erfurt zu werden. 1817 gründete von Hagen den ersten Mühlhäuser Turnverein. 1826 wurde ihm der Johanniter-Orden verliehen.
Carl von Hagen pflegte eine Freundschaft mit dem Dichter Friedrich de la Motte-Fouqué und dem Freiherrn von Berlepsch in Seebach. 1837 erkrankte er und verstarb am 8. Dezember 1837.

## Familie
Hagen heiratete Luise Freiin von Soden (1792–1860). Das Paar hatte mehrere Kinder:
- Albertine (1808–1874), 1858 bis 1874 Äbtissin im Jenaischen Fräuleinstift in Halle
- Thekla ⚭ N.N. von Ledebur
- Sigismund
- Wolfgang (1819–1898), preußischer Generalmajor ⚭ Amalie Silberschlag (1820–1911)
- Gotthard (1822–1903), preußischer Oberstleutnant z.D.

⚭ Anna von Schulz (1830–1882)
⚭ Ida Schmidt (1841), verwitwete Leonhard
- Auguste (* 1825) ⚭ N.N. Groß, preußischer Oberstleutnant a. D.
- Amaly (* 1832) ⚭ N.N. Modest, Baumeister

## Ehrungen
Der Landkreis Mühlhausen und die Stadt Treffurt ließen 1937 anlässlich des einhundertsten Todestages Carl von Hagens einen Gedenkstein für ihn in Treffurt setzen.